# Lelieschouw

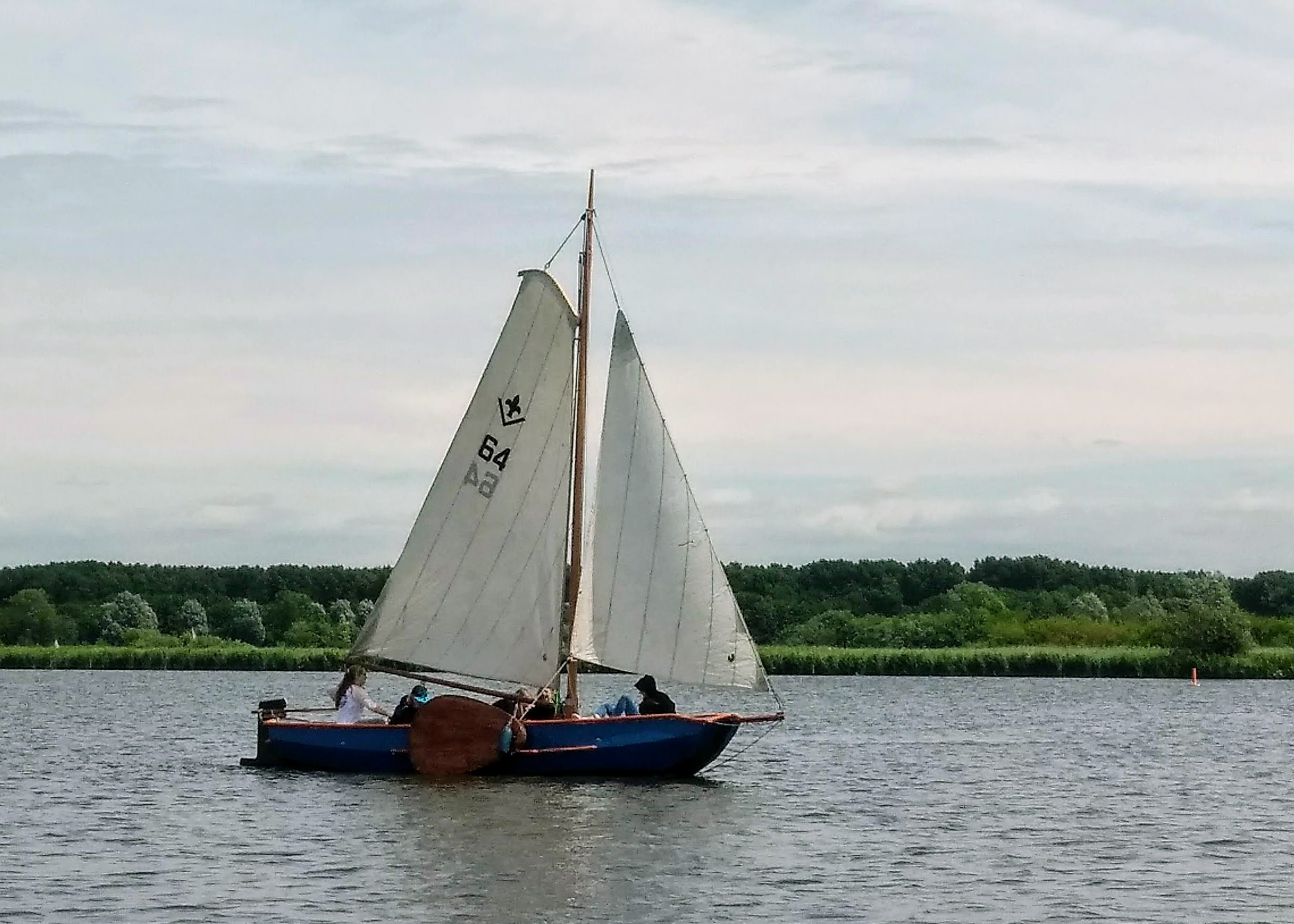
Lelieschouw 64 no Foppenplas

O lelieschouw é o primeiro barco padrão projetado pelo Escotismo. A primeira série de dez lelieschouws foi construída em 1949.
O nome é derivado do logotipo tradicional do Escotismo, o flor-de-lis. O "schouw" é um tipo de embarcação holandesa.
O Lelievlet, mais barato, rapidamente se tornou popular no final da década de 1950 e agora é o barco padrão mais popular para Escoteiros da modalidade do mar. No entanto, ainda existem dezenas de lelieschouws em uso, especialmente em ramos mais velhos, como o ramo Sênior e ramo Pioneiro. 

## Dimensões
- Comprimento: 6,00 m
- Largura: 1,80 m
- Área de vela: 16 m²

O modelo é baseado na schouw frísio. É um schouw com bolinas laterais, cordame tjotter, gurupé e para evitar afundamento caso de viragem existem caixas de ar na frente, atrás e nas laterais. O lelieschouw pertence à grande classe de schouw. O lelieschouw tem menos velas do que o barco pode suportar. Esta escolha foi feita por questões de segurança, mas a vantagem é que também pode ser navegado com ventos mais fortes.

## História
Logo após a Segunda Guerra Mundial, o Escotismo da modalidade do mar cresceu rapidamente nos Países-Baixos, mas faltavam bons equipamentos. Navegavam com navios ultrapassados, que exigiam muita manutenção e para os quais às vezes não havia mais peças disponíveis. O chefe Sr. Duijf dos Haagsche Waterscouts começou, portanto, a procurar um barco padrão adequado. Uma vantagem adicional era que podiam organizar-se regatas.

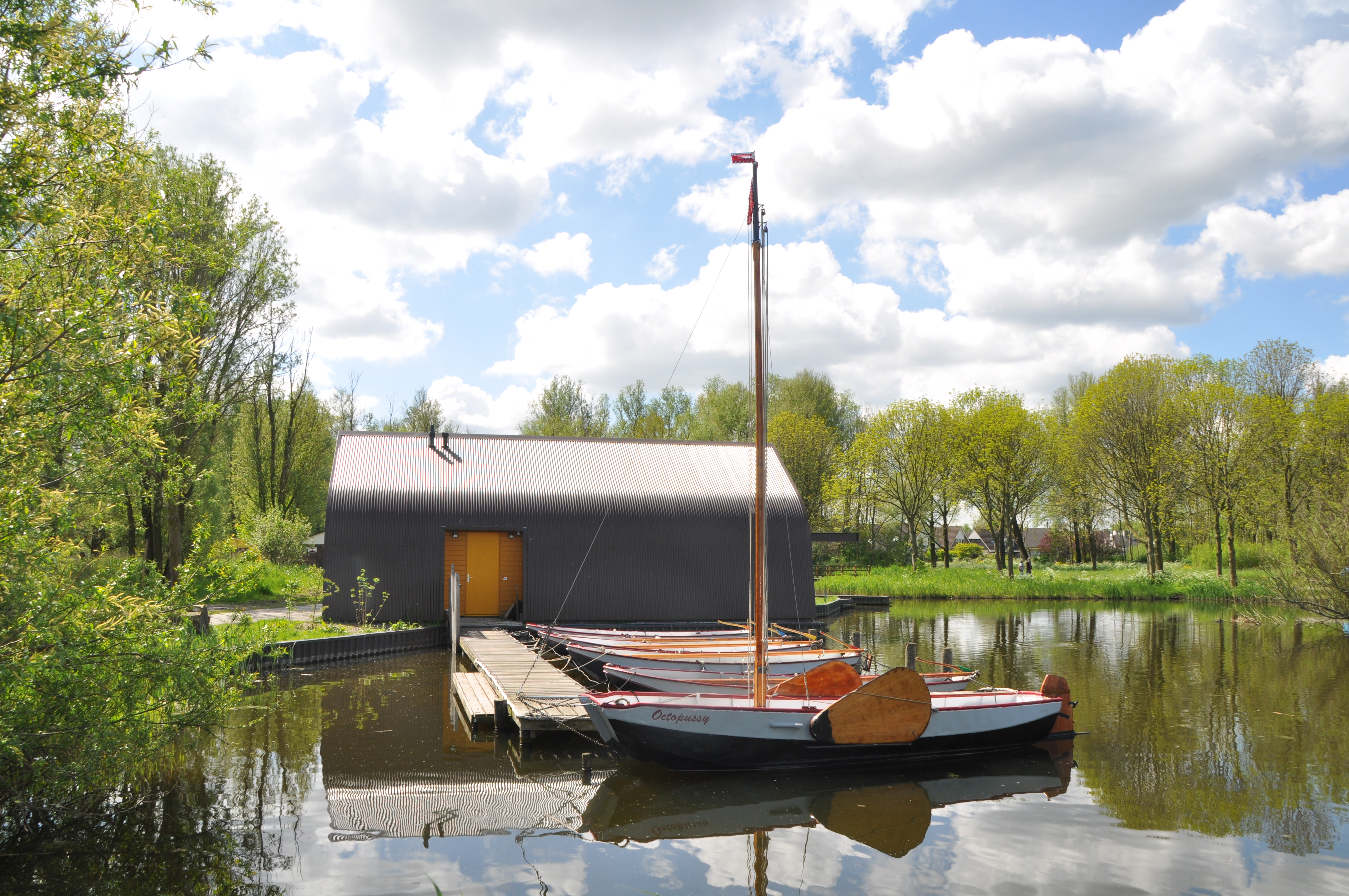
O lelieschouw do grupo Pocahontas Zoetermeer

Era importante para Duijf que o navio acomodasse pelo menos uma patrulha, que fosse fácil de manusear tanto para os membros mais jovens quanto para os mais velhos da patrulha e o tempo pesado não causaria muitos problemas. Afinal, escolheram o schouw frísio. 
A primeira série de lelieschouws foi entregue em madeira, mas devido à manutenção cara e demorada, a produção em aço já foi escolhida para a segunda série a partir de 1950. Em 1977, foi feito um novo desenho para o lelieschouw, visando melhores características de navegação. 
Em 2024, é assumido que dos dez lelieschouws construídos em madeira, somente três sobreviveram.